# 平野亮一

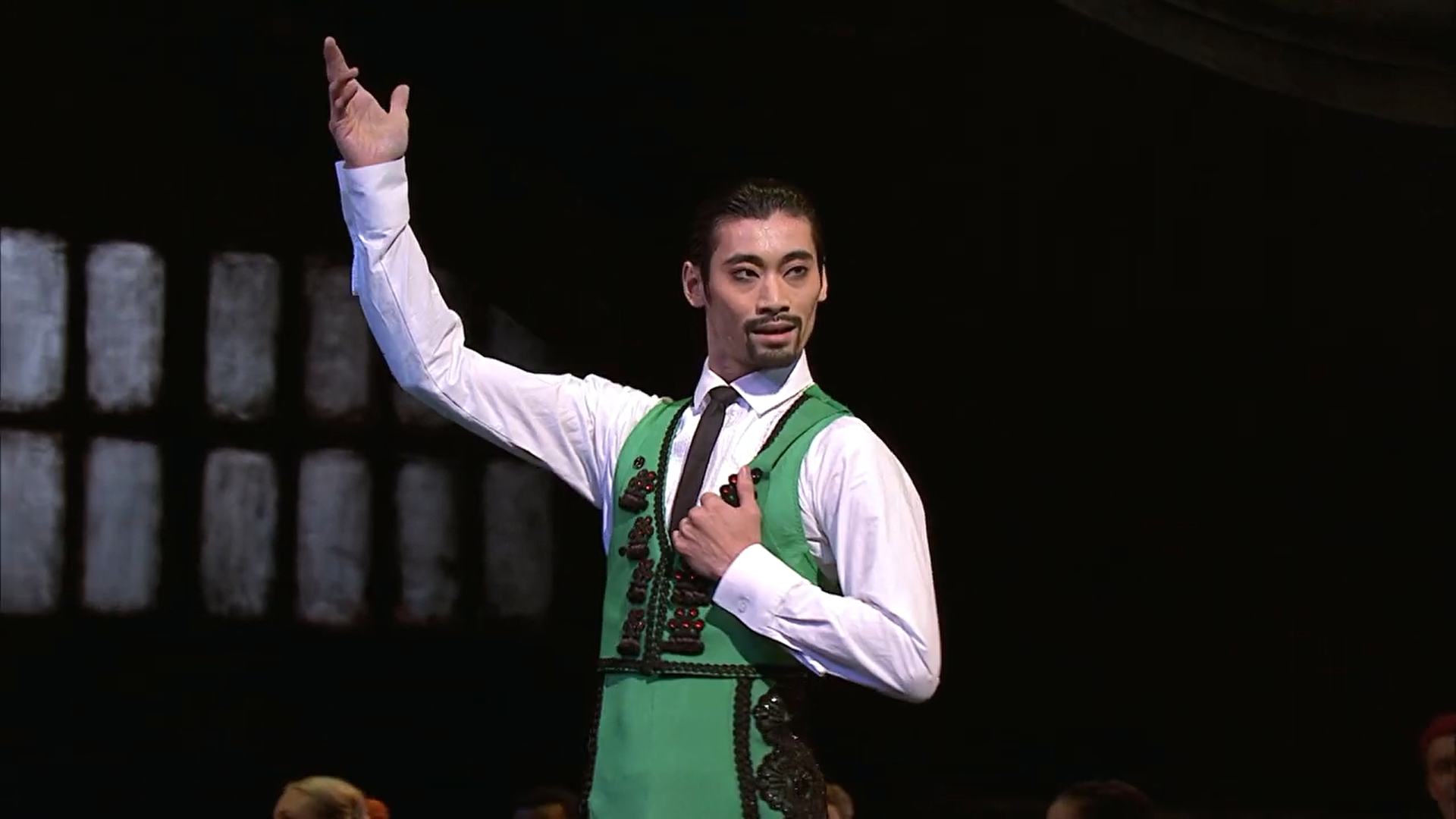
C・アコスタ演出『ドン・キホーテ』に出演する平野亮一

平野 亮一（ひらの りょういち、1983年9月5日 - ）は、兵庫県尼崎市出身のバレエダンサーである。2001年にローザンヌ国際バレエコンクールで入賞したことを契機として、翌2002年に英国ロイヤル・バレエ団へ入団。2016年にはダンサーの最高位であるプリンシパルに昇格し、同バレエ団において、熊川哲也に続く史上2人目の日本人男性プリンシパルとなった。

## 経歴
母親の平野節子が主宰するバレエ教室で、4歳からバレエを習い始める。5歳の時、教室付近のピッコロシアターで初めて本格的に舞台に立った。
母親の節子は元バレエダンサーであり、現役時代は大屋政子バレエ団に所属していた。また、2歳年上の兄・啓一もダンサーであり、2015年までカナダ国立バレエ団のファースト・ソリストを務めた。平野は兄について、長年に渡ってよきライバルかつ友人であり、その背中を追うことでモチベーションを維持してきたと語っている。
2000年、滝川高等学校在学中に、第14回全日本バレエ・コンクールでジュニア部門第1位を受賞。2001年にはローザンヌ国際バレエコンクールに出場してプロ研修賞を受賞し、ロンドンの英国ロイヤル・バレエ団に研修生として入団した。翌2002年、同バレエ団にアーティスト（最下位の階級）として正式入団。初舞台は、代役で急遽出演した『オネーギン』第三幕のコール・ド・バレエであった。入団当初は舞台上でただ立っているだけの役が多く、踊る機会に恵まれない時期もあったが、地道に昇格を重ね、2007年にはファースト・アーティスト、2008年にはソリストとなる。2012年、ケネス・マクミラン振付『パゴダの王子』で全幕初主演を果たし、その舞台が評価されてファースト・ソリストに任命された。
2016年、ダンサーの最高位であるプリンシパルに昇格した。平野は当時32歳であったが、プリンシパルへの任命は20代までに行われるのが一般的であり、30代での昇格は前例のないことだった。同時に、同じく日本人ダンサーである高田茜もプリンシパルに任命された。ロイヤル・バレエ団で日本人がプリンシパルとなるのは、1990年代に熊川哲也と吉田都が任命されて以来、約20年ぶりのことであった。

## 特徴・評価
約185センチメートルの長身を活かした存在感のある踊りと、気品ある王子役からエキセントリックな役まで幅広くこなす高い演技力が評価されている。平野自身は「どちらかと言うと、少しひねりの効いたキャラクター性の強い役が好き」だと述べており、その一例として、リアム・スカーレット振付『フランケンシュタイン』で演じた怪物役を挙げている。演技力に加えて、女性ダンサーと踊るパ・ド・ドゥでのサポート技術にも定評があり、同僚である高田茜は「パートナーリングのうまさはカンパニー一（いち）です」とコメントしている。
また平野は、自身の強みとして「振り付けを覚えるのが早い」ことを挙げている。他の男性ダンサーが怪我で降板した際に、短時間で振りを覚えて代役を務めることで、重要な役を踊るチャンスを得てきたという。プリンシパルに昇格してからも、2018年2月の『冬物語』再演初日（リオンディーズ役）や、同年10月のシーズン開幕作品であった『うたかたの恋』上演初日（ルドルフ役）など、代役として度々重要な舞台に主演し、注目を集めている。
平野の当たり役の一つが、カルロス・アコスタ振付『ドン・キホーテ』（2013年初演）で演じた闘牛士エスパーダである。2019年2月、『スペクテイター』に掲載された舞台評で、評者のローラ・フリーマンは平野のエスパーダについて「ムラムラしてしまうような闘牛士だ。周りのダンサーたちまでが見惚れて、どぎまぎしているようだった。セクシーで、野卑ですらある。私はこれまで平野の実力を疑っていたが、今回のパフォーマンスは圧倒的であり、逞しい力強さをクラシック・バレエの枠の中で絶妙に表現していた」と絶賛した。
また、2020年1月には、物語バレエの代表的作品である『オネーギン』に初主演した。舞踊ジャーナリストの實川絢子は、オネーギン役は物語を通して劇的な変貌を遂げるさまを表現しなければいけない難役であると述べた上で、平野のオネーギンは「アンチヒーローの多面的な心情をありありと描き出してみせ」「真の人間味を感じさせる凄みがあった」と、その演技を高く評価した。

## 主な出演映像

### DVD・Blu-ray
- 『マクレガー（英語版） クローマ（英語版）／インフラ／リーメン』- McGregor: Chroma / Infra / Limen（2011年、「インフラ」出演）[23][24]
- 『アシュトン スケートをする人々／ディベルティスマン／バレエの情景』- Ashton: Les Patineurs / Divertissements / Scènes de ballet（2011年、「スケートをする人々」出演）[25][26]
- 『ドン・キホーテ』- Don Quixote（2013年、エスパーダ役）[27]
- 『アシュトン・セレブレーション』- Ashton Celebration（2013年、「ラ・ヴァルス」出演）[28][29]
- 『白鳥の湖』- Swan Lake（2015年、ベンノ役）[30]
- 『ヴィサラ／カルメン』- Viscera / Carmen（2015年、「ヴィサラ」出演）[31][32]
- 『ラプソディ／二羽の鳩』- Rhapsody / The Two Pigeons（2016年、「二羽の鳩」ジプシーの娘の恋人役）[33]
- 『くるみ割り人形』- The Nutcracker（2016年、アラビアン・ダンサー役）[34][35]
- 『アナスタシア（英語版）』- Anastasia（2017年、士官役）[36][37][38]
- 『マノン』- Manon（2018年、レスコー役）[39][40]
- 『コンチェルト／エニグマ変奏曲／ライモンダ 第3幕』- Concerto / Enigma / Raymonda（2019年、「コンチェルト」出演）[41][42]
- 『ウィズイン・ザ・ゴールデン・アワー（英語版）／メデューサ／フライト・パターン（英語版）』- Within the Golden Hour / Medusa / Flight Pattern（2020年、「メデューサ」ポセイドン役）[43][44][45]

### 映画
ロイヤル・オペラ・ハウスの舞台映像を映画館で上映する『英国ロイヤル・オペラ・ハウス シネマシーズン』において、以下の作品に出演している（DVD・Blu-ray化された作品は除く）。
- 『ロミオ＆ジュリエット』- Royal Ballet: Romeo and Juliet（2015年、パリス役）[46]
- 『ジュエルズ』- Royal Opera House Live Cinema Season 2016/17: Jewels（2017年）[47]
- 『冬物語（英語版）』- Royal Opera House Live Cinema Season 2017/18: The Winter's Tale（2018年、リオンディーズ役）[48]
- 『バーンスタイン・センテナリー』- Royal Opera House Live Cinema Season 2017/18: Bernstein Centenary（2018年、「コリュバンテスの遊戯」出演）[49]

### テレビ
- NHK「ららら♪クラシック」（2016年8月6日放送）-「MYクラシック」コーナーにゲスト出演[50]
- NHK「英国ロイヤルバレエ　茜と亮一・プリンシパルの輝き」（2018年3月10日放送）- 平野と高田茜を追ったドキュメンタリー[51]
- NHK「ロメオとジュリエット」（2019年6月24日放送）- ロメオ役で出演した公演の収録映像[52]
- NHK「プレミアムシアター『フランケンシュタイン』」（2019年6月24日放送）- 怪物役で出演した公演の収録映像[52]